# Куйбишев (Новосибірська область)
Куйбишев — місто (з 1782 по 1935 Каїнськ) в Росії, адміністративний центр Куйбишевського району, Новосибірської області.
Населення — 44 627 чол. (2015).

## Географія
Місто розташоване на річці Об (притока Іртиша), на рівнині, у смузі березово-осикових кілків, які є переходом від лугових степів Бараби до південної тайзі, за 315 кілометрах від Новосибірська.

## Історія

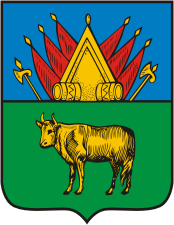
Герб (1785)

Заснований в 1722 році на лівому березі при гирлі річки Каїнки, що впадає в річку Ом як Каїнське військове укріплення — форпост (або Каїн-Пас, «Каїн» в перекладі з мови барабинских татар — «береза») для захисту барабинців від нападу джунгар і киргизів в складі Тарського воєводства Сибірської губернії.
В 1733 році проведений Московсько-Сибірський тракт через Тюмень, Тобольськ, Тару, Каїнський форпост.

У 1743 році при Каїнському форпості була побудована церква. У зв'язку з рухом кордону далі на південь, з'явилася можливість 
 «перетворити Барабинські форпости в звичайні селища. І вже до 1750 році постійні гарнізони в форпостах були ліквідовані, козаки вступили в селянський стан»
У зв'язку зі спорудженням Московсько-Сибірського тракту на підставі указу імператриці Єлизавети Петрівни в 1755 році Томська воєводська канцелярія наказала командиру Петру Шелудякова перенести церкву і форпост на правий берег річки Каїнки.
Після проведення тракту Каїнськ став найважливішим пунктом на шляху з Тари і Омська в Томськ. Каїнськ став великим центром каторги та заслання. У Каїнську починають селитися ямщики, засланці з Росії злочинці, а за ними і селяни. Основною діяльністю поселенців в той час був візництво і кустарне виробництво, пов'язане з ним — каретне, столярне, мідничне, кушнірське, башмачне, а також скотарство і хліборобство.
30 січня 1782 року Каїнська слобода отримала статус повітового міста Каїнского повіту Тобольського намісництва.
10 березня 1785 року було встановлено міський герб — «… в зеленому полі золотий бик в знак скотарства в Барабинському степу».
У XIX столітті Каїнськ був місцем політичного заслання і етапним пунктом засланців, які прямували по Московському тракту до Східного Сибіру. Через місто пройшли пугачовці, декабристи, петрашевці, народовольці і польські повстанці. Крім арештантської в'язниці в Каїнську був ешафот, де батогами і різками карали засланців і місцевих жителів. Ешафот було знесено тільки в 1905 році.
На рубежі XIX-XX століть економічне становище Каїнська погіршилося в зв'язку з прокладанням Транссибірської магістралі, яка пройшла за 12 кілометрів на південь від Московсько-Сибірського тракту. В результаті Каїнськ залишився осторонь від транзитних шляхів.
У 1935 році Каїнськ був перейменований в Куйбишев на ім'я В. В. Куйбишева — революціонера, який перебував на засланні в місті в 1907—1909 і 1912—1913 роки.